# 阿里夫·德里克
阿里夫·德里克（英語：Arif Dirlik，1940年11月23日—2017年12月1日）历史学家，生於土耳其梅爾辛，歸化美籍，專精中共黨史。在中文世界流傳較廣的是2014年一篇回顧改革開放以來中共意識形態轉變的文章。
1964年，土耳其罗伯特学院电气工程学士。1973年，获得美国罗切斯特大学的历史学博士学位。2017年12月1日，他在俄勒冈州尤金去世，享年77岁。